# ایپک یایلاجی‌اوغلو
ایپک یایلاجی‌اوغلو (انگلیسی: İpek Yaylacıoğlu؛ زادهٔ ۳۱ ژوئیهٔ ۱۹۸۴) بازیگر اهل ترکیه است.